# Каракуша
Каракуша — река, протекающая в Емельяновском районе Красноярского края. Является левым притоком реки Бугач. Длина реки — 11 км.
Начинается северо-западнее поселка Элита в лесистой местности. течёт сначала на восток, затем на юго-восток. В среднем и нижнем течении протекает по открытой местности, в низовьях — по оврагу. Впадает в пруд Бугач, образованный этой рекой в черте города Красноярска в 12 км от устья реки Бугач.
Относится к бассейну Енисея, подбассейну — Енисей между слиянием Большого и Малого Енисея и впадением Ангары. Код водного объекта — 17010300512116100020919.

## История
Описание реки Каракуша встречается в написанных на немецком языке записках Герхарда Миллера «Путешествие из Красноярска в Томск»: «Каракуш, или Карагуш речка, маленький источник на низменном болотистом месте, видна слева от дороги. Течет с запада на восток и теряется в земле напротив Чурилова Бугача.»
Там же он упоминает и две деревни по этой реке:
- «Минина деревня, на речке Каракуш, в 12 верстах от Красноярска, видна слева от дороги. Жители вынуждены из-за недостатка воды часто копать колодцы, так как речка в этих болотах время от времени пересыхает.»
- «Рогожина деревня, на той же речке Каракуш, в 7 верстах от предыдущей деревни; видна справа от дороги.»[5]